# Bécaulogie - 1953 à 1987
Albums de Gilbert Bécaud
Le Retour À l'Olympia
(1988)
Bécaulogie - 1953 à 1987 est une compilation de Gilbert Bécaud, sortie en 1988.
Elle propose en 9 CD, 160 titres du chanteur (ce qui ne constitue par l'intégrale de son œuvre et s'avère beaucoup moins que les 204 de son homologue vinyle de 1973).

## Volume 1:Mes mains
1. Viens
2. Donne-moi
3. Quand tu danses
4. La Ballade des baladins
5. Les Croix
6. Un nouveau printemps tout neuf
7. Mé-qué, mé-qué
8. Mes mains
9. Ah ! dites-moi pourquoi je l'aime
10. C'était mon copain
11. Laissez faire, laissez dire
12. Que toi
13. Le Marchand de ballons
14. Je veux te dire adieu
15. Si, si, si, la vie est belle
16. Je t'appartiens
17. Berceuse pour Gaya
18. Alors raconte...
19. Marianne de ma jeunesse
20. La Corrida

## Volume 2:Les Marchés de Provence
1. Les Marchés de Provence
2. Le Pianiste de Varsovie
3. Le Pays d'où je viens
4. Le Grand Magasin
5. Je t'ai ouvert les yeux
6. Il fait des bonds... le pierrot qui danse
7. Le Jour où la pluie viendra
8. La Machine à écrire
9. Salut les copains
10. C'est merveilleux l'amour
11. Viens danser
12. Croquemitoufle
13. Le Mur
14. Si je pouvais un jour revivre ma vie
15. Les Amours de décembre
16. Le Rideau rouge
17. Pilou... Pilou... Hé
18. Marie, Marie
19. Ah ! si j'avais des sous
20. L'Enterrement de Cornélius

## Volume 3:L'Absent
1. Tête de bois
2. C'était moi
3. La Marche de Babette
4. L'Absent
5. Je te promets
6. Quand l'amour est mort
7. Martin
8. Galilée
9. Cavaliers du grand retour
10. Nous les copains
11. Miserere
12. L'Enfant à l'étoile

## Volume 4:Et maintenant
1. Et maintenant
2. La Grosse Noce
3. Le Bateau blanc
4. Sur la plus haute colline
5. Fanfan
6. Le Jugement dernier
7. Va t'en loin
8. Contre vous
9. De l'autre côté de la rivière
10. Je t'attends
11. Si je m'en reviens au pays
12. Quand Jules est au violon
13. Si j'avais une semaine
14. Les Tantes Jeanne
15. Toi
16. Heureusement y'a les copains
17. Mon père à moi
18. Au revoir
19. Dis Mariette
20. Trop beau
21. Dimanche à Orly

## Volume 5:Nathalie
1. Nathalie
2. Plein soleil
3. L'Orange
4. Mourir à Capri
5. Rosy and John
6. T'es venu de loin
7. Tu le regretteras
8. Les Jours meilleurs
9. Quand il est mort le poète
10. Les Petites Mad'maselles
11. Mademoiselle Lise
12. Le Petit Oiseau de toutes les couleurs
13. Je reviens te chercher
14. Les cerisiers sont blancs
15. La Cinquième Saison
16. La Grande Roue
17. Ma petite lumière
18. Le Bateau miracle
19. Sur le pont des Invalides
20. L'important c'est la rose

## Volume 6:La solitude, ça n'existe pas
1. La solitude, ça n'existe pas
2. Les Cloches
3. On prend toujours un train pour quelque part
4. Les Créatures de rêve
5. Au magasin d'antiquités
6. Silly symphonie
7. Vivre
8. La Cavale
9. Tu me r'connais pas
10. Un petit, tout petit miracle
11. Le Bain de minuit
12. Je t'appartiens
13. À remettre à mon fils quand il aura seize ans
14. Je t'aimerai jusqu'à la fin du monde
15. L'Homme et la Musique
16. Monsieur Winter go home
17. La Maison sous les arbres
18. La Vente aux enchères
19. Kyrié
20. Charlie, t'iras pas au paradis

## Volume 7:Un peu d'amour et d'amitié
1. Un peu d'amour et d'amitié
2. Liberação
3. Chante
4. Hi Haï Ho
5. Et le spectacle continue
6. Marie, quand tu t'en vas
7. Barbarella revient
8. L'Hirondelle
9. Il y a des moments si merveilleux
10. Le Bal masqué
11. Félicitations
12. Le Gitan qui rit tout le temps
13. La Première Cathédrale
14. Ce soir je te dis tout
15. Le Rhône
16. L'amour c'est l'affaire des gens

## Volume 8:C'est en septembre
1. L'Indifférence
2. Un homme heureux
3. Lorsque viendra le dernier jour
4. L'Enfant malade
5. Le Dernier Homme
6. On a besoin d'un idéal
7. La Guimauve et la Violoncelle
8. C'est en septembre
9. Le Train d'amour
10. L'un d'entre eux inventa la mort
11. Mai 68
12. Je ne fais que passer
13. L'amour est mort
14. Musicien de jazz
15. Le Pommier à pommes

## Volume 9:Désirée
1. Désirée
2. Moi, je veux chanter
3. So Far Away from Courbevoie
4. À chaque enfant qui naît
5. Le Cheval bleu
6. Mañana c'est carnaval
7. Desperado
8. On attend, on attend
9. Les Âmes en allées
10. L'Archange du golf Drouot
11. Maria est de retour
12. La revolutione
13. Le Ciel
14. La Fille de la pub
15. Marie-Pierre
16. Le Retour